# Čou-šan
Čou-šan (čínsky pchin-jinem Zhōushān, znaky 舟山) je město a městská prefektura v Čínské lidové republice. Leží na severovýchodě provincie Če-ťiang na ostrovech v zátoce Chang-čou.
Na ploše 1302 čtverečních kilometrů zde žije přibližně 1,16 milionu obyvatel.
V období Jar a podzimů se Čou-šan nazýval Jung-tung (čínsky 甬东) podle řeky Jung.

## Administrativní členění
Městská prefektura Čou-šan se člení na čtyři celky okresní úrovně, a sice dva městské obvody a dva okresy.
| Ting-chaj Pchu-tchuo okres · Taj-šan okres · Šeng-s’ |        |                       |                       |                    |                                  |
| Název                                                | Název  | Počet obyvatel (2010) | Počet obyvatel (2020) | Rozloha km² (2020) | Hustota zalidnění (obyv. na km²) |
| český přepis                                         | znaky  | Počet obyvatel (2010) | Počet obyvatel (2020) | Rozloha km² (2020) | Hustota zalidnění (obyv. na km²) |
| Městské obvody                                       |        |                       |                       |                    |                                  |
| Ting-chaj                                            | 定海区 | 464 184               | 500 030               | 544                | 919                              |
| Pchu-tchuo                                           | 普陀区 | 378 805               | 382 902               | 403                | 949                              |
| Okresy                                               |        |                       |                       |                    |                                  |
| Taj-šan                                              | 岱山县 | 202 164               | 207 982               | 284                | 732                              |
| Šeng-s’                                              | 嵊泗县 | 76 108                | 66 903                | 70                 | 955                              |
|                                                      |        |                       |                       |                    |                                  |
| Celkem                                               | Celkem | 1 121 261             | 1 157 817             | 1 302              | 889                              |

## Partnerská města
- Cchang-čou, Čína
- City of Greater Geraldton, Austrálie
- Imus, Filipíny
- Kesennuma, Japonsko
- La Spezia, Itálie
- Kanghwa County, Jižní Korea
- Gokseong County, Jižní Korea
- Richmond, Spojené státy americké
- Sačchon, Jižní Korea
- Szekszárd, Maďarsko
- Tinos, Řecko
- Zamboanga, Filipíny